# Matthew Ford
Pour le musicien, voir Matthew Ford.
Pour les articles homonymes, voir Ford (homonymie).
Matthew Ford (né le 9 octobre 1984 à West Hills, dans l'État de la Californie aux États-Unis) est un joueur professionnel américain de hockey sur glace. Il évolue au poste d'ailier droit.

## Carrière de joueur
Il a été repêché au 8e tour, 256e choix au total par les Blackhawks de Chicago au repêchage d'entrée de 2004. Il commence sa carrière avec les Checkers de Charlotte dans la ECHL lors de la saison 2008.
Le 2 février 2012, il est échangé aux Flyers de Philadelphie par les Capitals de Washington en retour de Kevin Marshall.
Le 12 mars 2013, il est échangé aux Flyers de Philadelphie par les Blue Jackets de Columbus en retour de considérations futures.

## Statistiques
| Saison    | Équipe                   | Ligue |    | Saison régulière | Saison régulière | Saison régulière | Saison régulière | Saison régulière |   | Séries éliminatoires | Séries éliminatoires | Séries éliminatoires | Séries éliminatoires | Séries éliminatoires |
| Saison    | Équipe                   | Ligue | PJ | B                | A                | Pts              | Pun              | PJ               | B | A                    | Pts                  | Pun                  |                      |                      |
| 2003-2004 | Stampede de Sioux Falls  | USHL  | 60 | 37               | 31               | 68               | 60               | -                | - | -                    | -                    | -                    |                      |                      |
| 2004-2005 | Badgers du Wisconsin     | NCAA  | 21 | 5                | 5                | 10               | 18               | -                | - | -                    | -                    | -                    |                      |                      |
| 2005-2006 | Badgers du Wisconsin     | NCAA  | 31 | 5                | 2                | 7                | 14               | -                | - | -                    | -                    | -                    |                      |                      |
| 2006-2007 | Badgers du Wisconsin     | NCAA  | 39 | 7                | 6                | 13               | 38               | -                | - | -                    | -                    | -                    |                      |                      |
| 2007-2008 | Badgers du Wisconsin     | NCAA  | 33 | 4                | 5                | 9                | 30               | -                | - | -                    | -                    | -                    |                      |                      |
| 2008-2009 | Checkers de Charlotte    | ECHL  | 28 | 21               | 17               | 38               | 25               | 6                | 2 | 3                    | 5                    | 21                   |                      |                      |
| 2008-2009 | Wolf Pack de Hartford    | LAH   | 25 | 1                | 2                | 3                | 10               | -                | - | -                    | -                    | -                    |                      |                      |
| 2008-2009 | Monsters du lac Érié     | LAH   | 5  | 0                | 0                | 0                | 2                | -                | - | -                    | -                    | -                    |                      |                      |
| 2009-2010 | Checkers de Charlotte    | ECHL  | 3  | 0                | 2                | 2                | 6                | -                | - | -                    | -                    | -                    |                      |                      |
| 2009-2010 | Monsters du lac Érié     | LAH   | 45 | 13               | 14               | 27               | 28               | -                | - | -                    | -                    | -                    |                      |                      |
| 2010-2011 | Monsters du lac Érié     | LAH   | 76 | 26               | 16               | 42               | 46               | 7                | 3 | 1                    | 4                    | 8                    |                      |                      |
| 2011-2012 | Bears de Hershey         | LAH   | 39 | 10               | 18               | 28               | 47               | -                | - | -                    | -                    | -                    |                      |                      |
| 2011-2012 | Phantoms de l'Adirondack | LAH   | 31 | 19               | 12               | 31               | 31               | -                | - | -                    | -                    | -                    |                      |                      |
| 2012-2013 | Phantoms de l'Adirondack | LAH   | 35 | 4                | 9                | 13               | 16               | -                | - | -                    | -                    | -                    |                      |                      |
| 2012-2013 | Falcons de Springfield   | LAH   | 18 | 5                | 6                | 11               | 14               | 4                | 0 | 0                    | 0                    | 8                    |                      |                      |
| 2013-2014 | Barons d'Oklahoma City   | LAH   | 73 | 25               | 22               | 47               | 71               | -                | - | -                    | -                    | -                    |                      |                      |
| 2014-2015 | Barons d'Oklahoma City   | LAH   | 69 | 19               | 34               | 53               | 34               | 10               | 2 | 7                    | 9                    | 8                    |                      |                      |
| 2015-2016 | Condors de Bakersfield   | LAH   | 64 | 27               | 24               | 51               | 60               | -                | - | -                    | -                    | -                    |                      |                      |
| 2016-2017 | Griffins de Grand Rapids | LAH   | 51 | 14               | 21               | 35               | 28               | 19               | 8 | 4                    | 12                   | 24                   |                      |                      |
| 2017-2018 | Griffins de Grand Rapids | LAH   | 72 | 22               | 16               | 38               | 42               | 5                | 2 | 3                    | 5                    | 10                   |                      |                      |
| 2018-2019 | Griffins de Grand Rapids | LAH   | 61 | 11               | 13               | 24               | 4̟9               | -                | - | -                    | -                    | -                    |                      |                      |
| 2019-2020 | Griffins de Grand Rapids | LAH   | 52 | 10               | 17               | 27               | 33               | -                | - | -                    | -                    | -                    |                      |                      |